# Layla Rivera
Pour les articles homonymes, voir Rivera.
Layla Rivera, née le 24 septembre 1983 à Phoenix (Arizona), est une actrice pornographique et strip-teaseuse américaine.

## Biographie

### Carrière
Elle est apparue dans plus de 200 films X depuis ses débuts en 2002.
Beaucoup de ses apparitions sont centrées sur sa capacité à exécuter des performances extrêmes (fisting, sodomie, avaler du sperme ou urine, vomissement, irrumation).
En 2005, elle se fait poser des implants mammaires.
En 2010, Danzig's la fait tourner dans le clip de la single, On a Wicked Night. Elle y incarne la mort.
Le peintre suédois Karl Backman peint une série de portraits de l'actrice, à la suite d'une commande du Musée The Museum of Porn in Art à Zurich, 2011.

### Vie privée
Elle a une relation avec le réalisateur pornographique Max Hardcore.

## Filmographie sélective
- 2013 : Big Cocks Go Deep 2
- 2012 : My Girlfriend Loves Girls 2
- 2012 : Booty Shorts
- 2011 : Latin Honeycums
- 2011 : Latinistas 4
- 2010 : Out of Control
- 2010 : Your Mom's Hairy Pussy 9
- 2009 : Big Tit Brotha Lovers 16
- 2009 : Breast of Hawaii
- 2008 : Young Mommies Who Love Pussy
- 2008 : Women Seeking Women 46
- 2007 : Cheatin' Chicas
- 2007 : When Girls Play 5
- 2006 : Skeeter Kerkove's Girls Sodomizing Girls 1
- 2006 : Asian Devastation 3
- 2005 : Cheerleaders Crave Black Cock Too
- 2005 : Cream Pie Girls 1
- 2004 : Mature Women With Younger Girls 11
- 2004 : Chick Flick 9
- 2003 : Kittens 13
- 2003 : Jenna Loves Girls
- 2002 : Dorm Room Fantasies
- 2002 : She's Finally Legal 3

## Récompenses et nominations
- 2009 AVN Award nominee – Unsung Starlet Of The Year[5],[6]
- 2009 FAME Award nominee – Dirtiest Girl in Porn[7]
- 2009 FAME Award nominee – Most Underrated Star[7]
- 2010 FAME Award nominee – Dirtiest Girl in Porn[8]